# Mulgadoornsnavel
De mulgadoornsnavel (Acanthiza iredalei) is een endemische vogel in Australië uit de familie van de Acanthizidae (Australische zangers). Deze vogel werd in 1911 beschreven door Mathews en genoemd naar de Britse ornitholoog Tom Iredale.

## Beschrijving
Deze vogel is 8 tot 9,5 cm lang, vrij somber gekleurd. Kenmerkend zijn geschubd uitziende veertjes op het voorhoofd. De stuit is geel tot lichtbruin. De borst is bleekgrijs en van boven zijn de vogels lichtolijfbruin tot groen gekleurd. Er zijn drie ondersoorten die onderling nogal verschillen, de nominaat is het lichtst gekleurd.

## Voortplanting
De mulgadoornsnavel leeft meestal in groepen van hooguit acht vogels of in paren. De nesten zijn klein en bevinden zich in lage struiken. Vrouwtjes leggen hooguit drie eieren gedurende het broedseizoen (juli tot en met november).

## Voorkomen en leefgebied
De mulgadoornsnavel komt voor in het zuiden van West-Australië en Zuid-Australië. Het leefgebied bestaat uit droge gebieden met struikgewas rond zoutmeren. Kenmerkend voor deze gebieden, waaronder de Western Australian Mulga shrublands, zijn soorten acacia's die in dit landschap domineren. Deze struiken heten in het Engels Mulga en de wetenschappelijk naam van deze struiken is Acacia aneura. Er zijn ook populaties die voorkomen in mangroves.
De soort telt drie ondersoorten:
- A. i. iredalei: van zuidelijk West-Australië tot zuidelijk-centraal Zuid-Australië.
- A. i. rosinae: Gulf St Vincent (Zuid-Australië).
- A. i. hedleyi: zuidoostelijk Zuid-Australië en westelijk Victoria.

## Status
De grootte van de populatie is in 2000 geschat op 134.000 individuen. Op de Rode lijst van de IUCN heeft deze soort de status niet bedreigd.